# وضعیت اضطراری بهداشت عمومی
وضعیت اضطراری بهداشت عمومی (به انگلیسی: Public Health Emergency of International Concern) یک بیانیه رسمی است که توسط سازمان بهداشت جهانی و بر اساس مقررات بین‌المللی بهداشت به هنگام بحران‌هایی که می‌توانند بهداشت عمومی را در سطح جهانی به خطر بیندازند اعلام می‌گردد و پس از اعلام این بیانیه ۱۹۴ کشور عضو سازمان بهداشت جهانی موظفند تمامی امکانات و نیروهای خویش را در زمینهٔ اداره و پیشگیری از ادامهٔ بحران به کار گیرند. تا سال ۱۳۹۴ وضعیت اضطراری بهداشت عمومی تنها ۴ بار اعلام گشته بود. نخستین بیانیه وضعیت اضطراری بهداشت عمومی هنگام همه‌گیری جهانی آنفلوانزای خوکی (۱۳۸۸) در سال ۱۳۸۸ اعلام گشت. دومین بیانیه به هنگام بازگشت مجدد بیماری فلج اطفال پس از ریشه کن کردن آن در سطح جهانی در اردیبهشت سال ۱۳۹۳ اعلام گشت. سومین بیانیه در شهریور سال ۱۳۹۳ و به هنگام همه‌گیری بیماری ویروسی ابولا در غرب آفریقا در سال ۱۳۹۳ اعلام گشت.
بر خلاف انتظار بسیاری از متخصصان به هنگام بروز نشانگان تنفسی خاورمیانه، سازمان بهداشت جهانی هیچگونه وضعیت اضطراری بهداشت عمومی علام ننمود که بازتاب قابل توجهی در رسانه‌ها را نیز به همراه داشت.
پس از شیوع ویروس زیکا در آمریکای جنوبی در سال ۲۰۱۶ , سازمان بهداشت جهانی برای چهارمین بار اعلام وضعیت اضطراری بهداشت عمومی نمود.
پنجمین بار در ۳۰ ژوئیه ۲۰۱۹ پس از افزایش سریع آمار تلفات این بیماری در سراسر جهان، سازمان جهانی بهداشت اعلام وضعیت اضطراری کرد.
برای ششمین بار در تاریخ ۱۰ بهمن ۱۳۹۸ (۳۰ ژانویه ۲۰۲۰) به دلیل شیوع ویروس کرونا سازمان بهداشت جهانی اعلام وضعیت اضطراری کرد.